# Étang du Dragon noir
L'étang du Dragon noir (en chinois simplifié : 黑龙潭 ; en chinois traditionnel : 黑龍潭 ; en pinyin : Hēilóngtán) est un étang situé dans le parc de la source de Jade (Yu Quan Gong Yuan) au nord de la vieille ville de Lijiang dans la province du Yunnan, en Chine. Il a été construit en 1737 pendant la dynastie Qing et offre une vue sur la plus haute montagne de la région, la montagne enneigée du Dragon de Jade, au-dessus de son pont de marbre blanc.